# Wybory parlamentarne w Republice Chińskiej w 2004 roku
Wybory do Yuanu Ustawodawczego na Tajwanie odbyły się 11 grudnia 2004, pół roku po wyborach prezydenckich, które wygrał kandydat DPP Chen Shui-bian.
W Yuanie Ustawodawczym większość zdobyła koalicja niebieskich, choć DPP pozostało największą partią.
| Komitet Wyborczy                                                          | Głosy     | % głosów | Mandaty |
| ------------------------------------------------------------------------- | --------- | -------- | ------- |
| Niebiescy, poszczególne partie:                                           | 4 552 831 | 49,81%   | 114     |
| Kuomintang (中國國民黨)                                                   | 3 190 081 | 34,90%   | 79      |
| Partia Najpierw Naród (親民黨)                                            | 1 350 613 | 14,78%   | 34      |
| Nowa Partia (新黨)                                                        | 12 137    | 0,13%    | 1       |
| Zieloni, poszczególne partie:                                             | 4 228 141 | 46,26%   | 101     |
| Demokratyczna Partia Postępowa (民主進步黨)                               | 3 471 429 | 37,98%   | 89      |
| Unia Solidarności Tajwanu (台灣團結聯盟)                                  | 756 712   | 8,28%    | 16      |
| Fioletowi, tylko Unia Polityków Niezrzeszonych wystawiła komitet wyborczy | 353 164   | 3,86%    | 10      |
| niezrzeszeni                                                              |           |          | 4       |
| ŁĄCZNIE                                                                   | 9 140 067 |          | 225     |